# Eritrichium kungejense
Eritrichium kungejense är en strävbladig växtart som beskrevs av M.S. Baitenov och G.M. Kudabaeva. Eritrichium kungejense ingår i släktet Eritrichium och familjen strävbladiga växter. Inga underarter finns listade i Catalogue of Life.